# Infanterie mécanisée

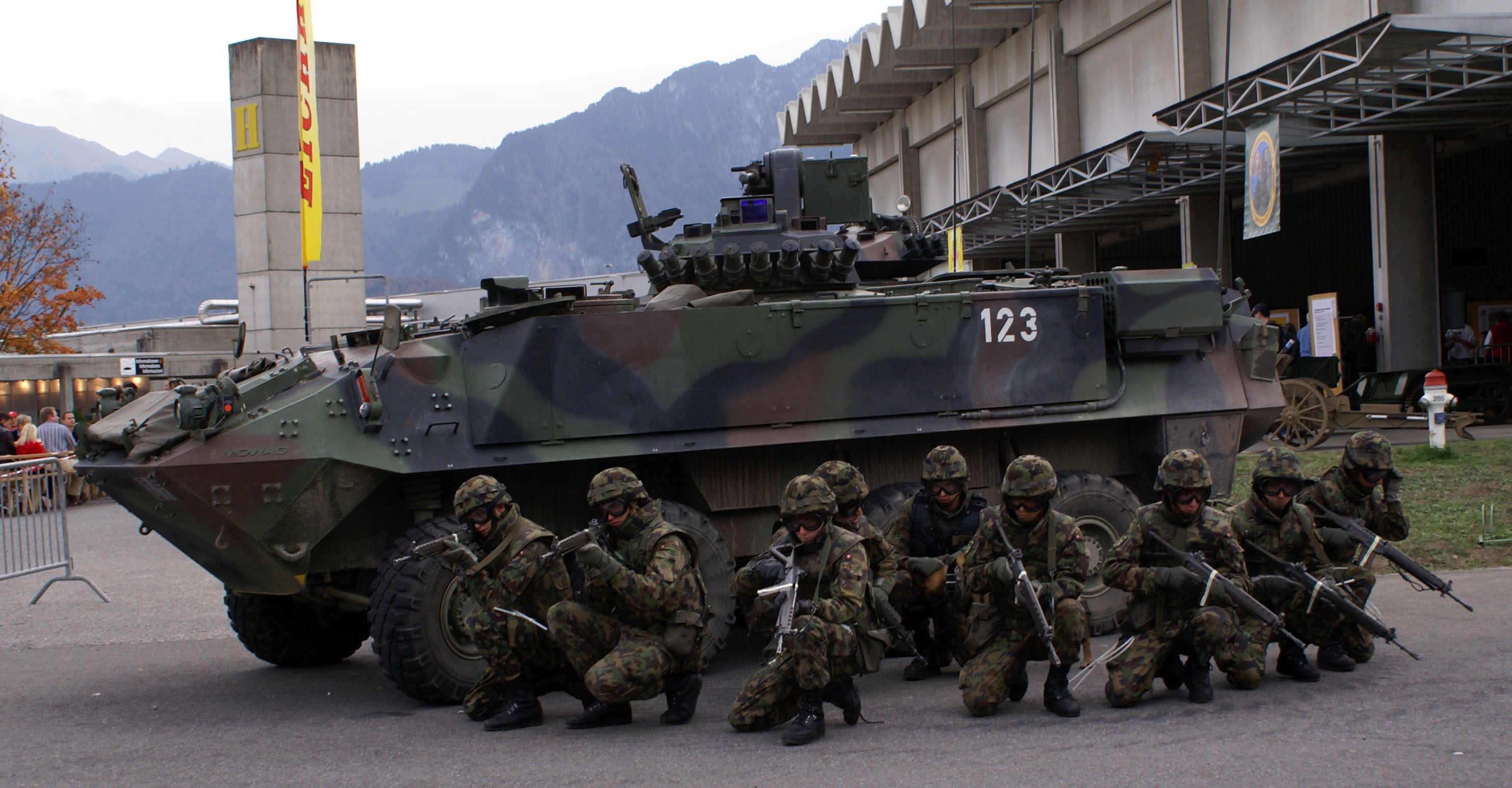
Groupe de combat de l'armée suisse devant un Mowag Piranha en 2006.

Ne doit pas être confondu avec infanterie motorisée.
L'infanterie mécanisée est une infanterie pourvue de moyens blindés lourds, et utilisant principalement des véhicules de combat d'infanterie (BMP-1 russes ou Bradley américains par exemple) appuyés par des chars de combat (du niveau d'un bataillon par division ou plus).
Une telle force est intermédiaire entre la division blindée de rupture et la division d'infanterie pure, servant principalement à occuper et sécuriser le terrain conquis par d'autres moyens. Elle est distincte de l'infanterie motorisée, caractérisée par des véhicules blindés de transport de troupes ne permettant pas aux personnels de combattre embarqués.
Le véhicule de combat d'infanterie est suffisamment armé pour permettre un engagement au combat avec les fantassins embarqués, permettant alors de les amener au plus près de la ligne de contact. Les véhicules blindés équipant l'infanterie mécanisée sont intermédiaires entre le véhicule de transport et le char. Un char ne transporte pas d'hommes mais est lourdement blindé et armé, tandis qu'un véhicule de transport de troupes transporte douze hommes ou plus, est faiblement protégé et armé de mitrailleuses. Entre les deux, le véhicule de combat d'infanterie transporte plus ou moins huit hommes et participe au combat grâce à des armes plus lourdes, canons à tir rapide ou missiles antichars.

## Histoire

### Les débuts
- Les expériences de la Première Guerre mondiale

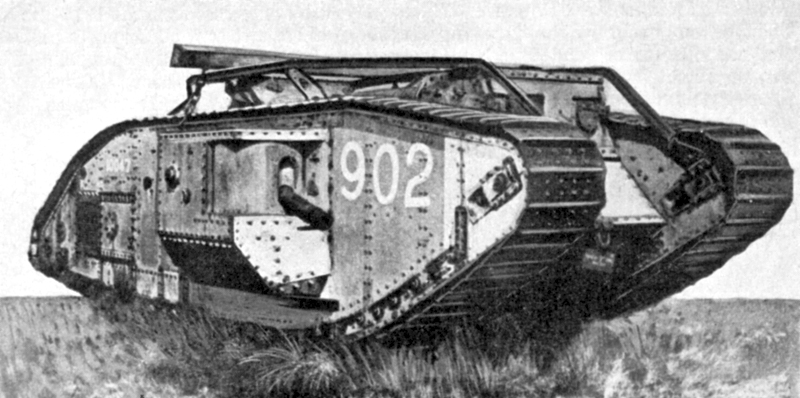
Char Mark V*.

On considère que les premières unités d'infanterie mécanisée étaient les escadrons de 36 hommes transportés par les chars Mark V* à la bataille d'Amiens en 1918. Sur un champ de bataille d'une telle ampleur, leur action passa inaperçue.
Jusqu'à la fin de la Première Guerre mondiale, toutes les armées eurent la même difficulté à poursuivre sur la lancée de leurs succès initiaux : les tanks, l'artillerie ou des tactiques d'infiltration pouvaient percer le front ennemi, mais presque toutes les offensives lancées en 1918 durent s'arrêter après quelques jours : l'infanterie était épuisée et l'artillerie, l'approvisionnement et les troupes de relève ne pouvaient pas progresser assez vite pour poursuivre l'ennemi et l'empêcher de se regrouper.
L'infanterie motorisée avait une mobilité assez importante, mais ses camions avaient besoin d'un bon réseau routier ou d'un terrain ouvert (comme dans le désert) : elle pouvait difficilement traverser un champ de bataille encore parsemé de cratères d'obus et d'obstacles divers. La solution ne pouvait venir que de véhicules chenillés ou à multiples roues motrices.
- Théories et expérimentations de l'entre-deux-guerres

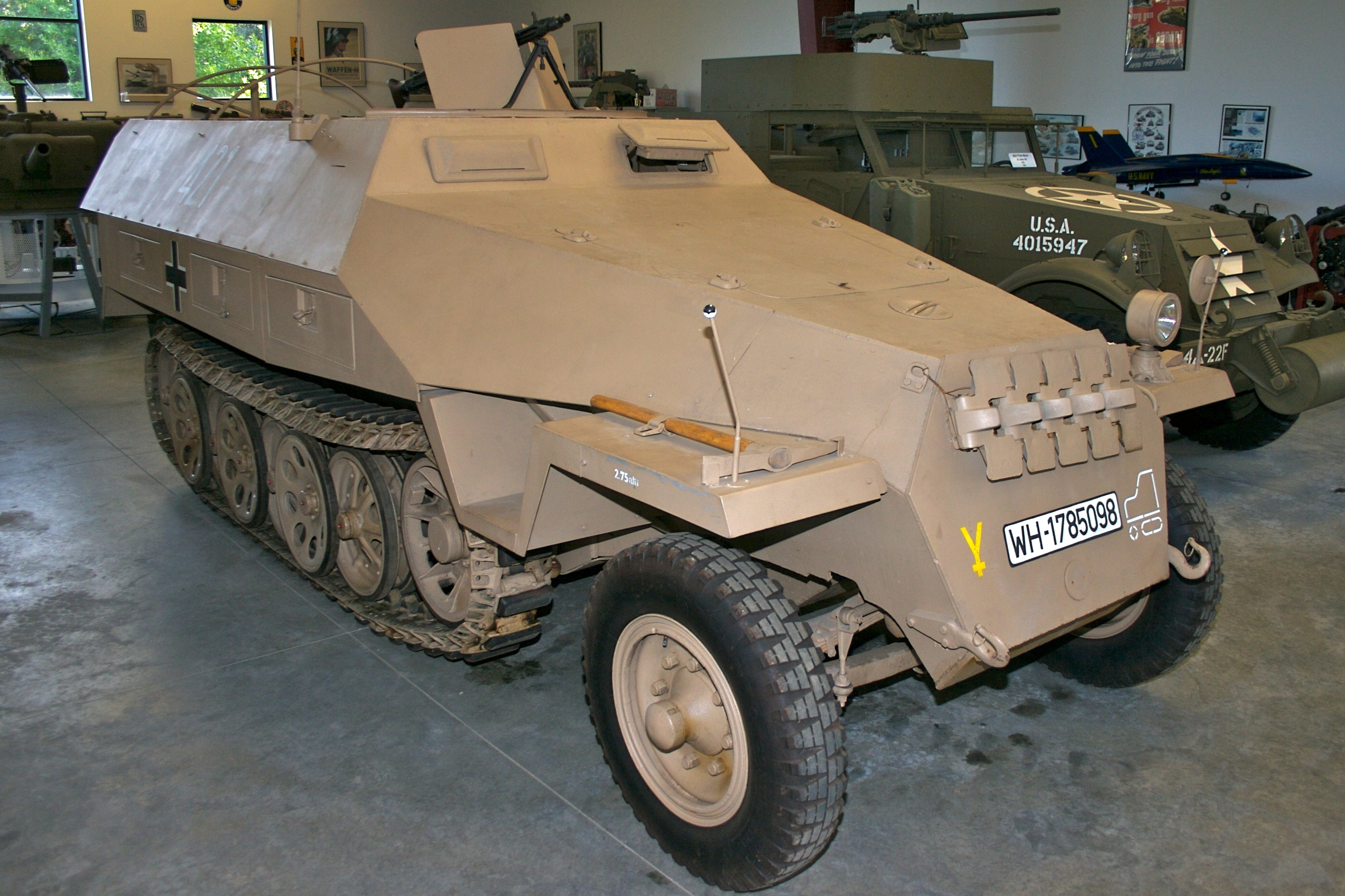
Autochenille allemande SdKfz 251.

Après la guerre, le développement de forces mécanisées resta d'abord largement théorique, jusqu'au réarmement des années 1930. Jean Estienne, à la tête de la direction générale des études de chars récemment créée, tient deux conférences devant le Conservatoire national des arts et métiers, le 15 février 1920, puis à Bruxelles devant le roi Albert Ier, où il développe une vision de l'avenir des blindés : « Imaginez, Messieurs, au formidable avantage stratégique et tactique que prendraient sur les lourdes armées du plus récent passé, cent mille hommes capables de couvrir quatre-vingt kilomètres en une seule nuit avec armes et bagages dans une direction et à tout moment. Il suffirait pour cela de huit mille camions ou tracteurs automobiles et de quatre mille chars à chenilles et montés par une troupe de choc de vingt mille hommes. »
L'armée britannique créé en 1927 une brigade, l'Experimental Mechanized Force (en), mais celle-ci fut dissoute deux ans plus tard, faute de budget.
Après les pionniers de la motorisation et des blindés, Émile Mayer, Ernest Dunlop Swindon ou Jean Estienne, certains partisans de la guerre de mouvement comme John Fuller ou Charles de Gaulle proposaient des « flottes de tanks » autonomes. D'autres, Heinz Guderian en Allemagne, Adna Romanza Chaffee aux États-Unis ou Mikhaïl Toukhatchevski en Union soviétique reconnaissaient que les unités de tanks avaient besoin d'un support rapproché de l'infanterie et des autres armes, et que celles-ci devaient donc progresser à la même vitesse qu'elles.
- Le groupement Trinquet ou les effets des troupes motorisées et blindées : la campagne de l'Anti-Atlas, du 20 février au 10 mars 1934[1].

Le gouvernement d'Édouard Daladier désire achever la pacification du Maroc, débutée en 1912 et étendue au Haut Atlas en 1932, pour rapatrier le maximum de troupes en métropole. Le Général Antoine Huré favorise la surprise tactique appuyée sur le mouvement et la vitesse. Les qualités des troupes motorisées et de l'aviation sont utilisées au maximum et l'état-major suit l'évolution des combats par liaisons radios. La concentration de troupes la plus importante depuis la guerre du Rif comprend 35 000 hommes, 500 véhicules dont une centaine de blindés, 10 500 montures et 8 escadrilles ou une centaine d'avions, principalement des Potez 25 TOE. Les blindés sont constitués des automitrailleuses de découverte AMD Panhard 165/175 TOE et AMD Laffly 50 AM, du camion blindé Panhard (groupe de combat de 10 soldats) et de la voiture de prise de contact Berliet VUDB.
L'ensemble comporte deux groupes d’opérations ou GO. Le GO ouest du Général Georges Catroux comprend 3 groupements formés d’infanterie légère, d’escadrons de cavalerie à cheval, d’artillerie tractée et de compagnies de chars. Le GO est du Général Henri Giraud bénéficie du gros des moyens, avec deux groupements. Le groupement du colonel Maratuech est identique au GO ouest. Le groupement du colonel Trinquet concentre la majorité des unités motorisées. Il bénéficie d'un appui constant de l'aviation, qui assure l'éclairage et attaque les objectifs d'opportunité à la bombe et à la mitrailleuse.
Le groupement Trinquet déstabilise les arrières ennemis par des manœuvres de débordement de plus de 200 kilomètres. Les unités motorisées devancent toute tentative d'offensive ou de fuite. Les tribus de l'Anti-Atlas se rendent en masse sous l'effet des mouvements d'encerclement, le GO ouest et le groupement Maratuech réalisant la prise de contrôle du terrain. Ce résultat est obtenu par une manœuvre inter-armes où les qualités de vitesse et d'élongation des unités motorisées et des escadrilles d'aviation provoquent la dislocation de l'ennemi. Cette campagne, dont les enseignements ne seront pas ou peu analysés par l'état-major français, est comparée  à la Bataille de France de 1940, où une force beaucoup plus manœuvrière déstabilise totalement l'armée française.
- Réarmement et mises en pratique

Lors du réarmement de l'Allemagne dans les années 1930, certaines unités d'infanterie de leurs nouvelles Panzerdivision furent équipées de l'autochenille SdKfz 251, capable de les suivre sur la plupart des terrains. L'armée française créa aussi en 1935 des divisions légères mécanisées, dont certaines unités d'infanterie possédaient de petits véhicules de transports de troupes chenillés. Elle commença à mécaniser ses troupes de cavalerie avec les autochenilles Kégresse au cours des années 1930, remplacées par la suite par des véhicules à roues Lorraine et Laffly. Ajouté à la motorisation de l'infanterie et du train, cela dotait ces deux armées de formations combinées à grande mobilité. La doctrine allemande était de les utiliser pour exploiter les percées de la guerre éclair, tandis que les Français envisageaient de les utiliser pour déplacer rapidement leurs unités lors d'une guerre défensive.

### La Seconde Guerre mondiale

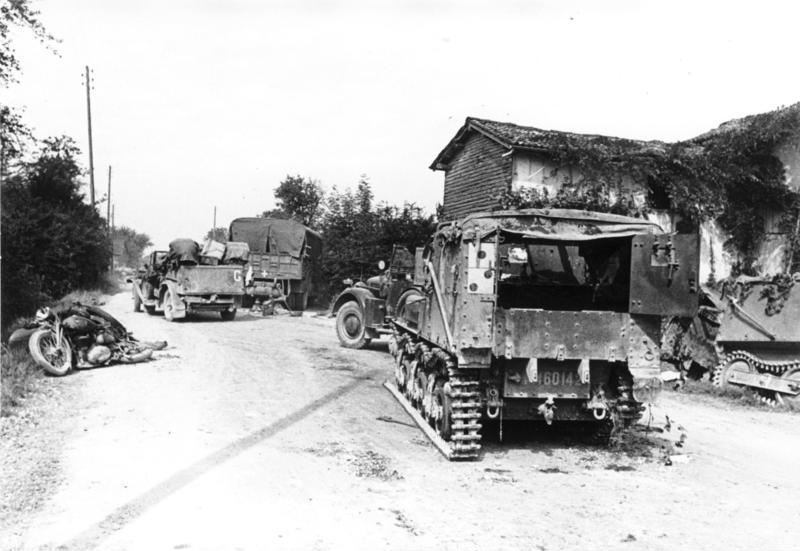
Une VBCP 38L français abandonnée en 1940.

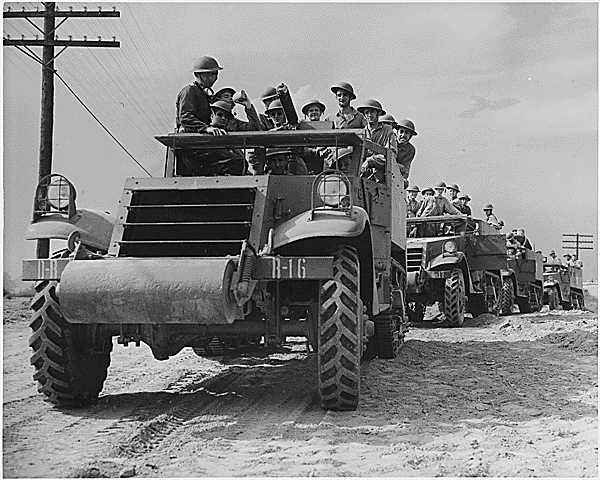
Autochenilles M3 et infanterie lors d'un exercice de l'armée américaine à Fort Knox en juin 1942.

Avec la Seconde Guerre mondiale, la plupart des armées intégrèrent des canons d'assaut ou des chars avec leur infanterie mécanisée (ainsi que de l'artillerie et du génie) pour former des unités combinées.
- L’armée française en 1940

L’armée française expérimenta l'infanterie mécanisée avec la voiture blindée de chasseurs portés Lorraine 38L, mise en service en 1940. Le VBCP Lorraine 39L devait lui succéder, ce qui ne put être réalisé avant la fin de la Bataille de France.
- L'armée allemande

L'armée allemande, après avoir introduit des unités d'infanterie mécanisée dans ses Panzerdivisions, renomma plus tard celles-ci Panzergrenadier. Vers le milieu de la guerre, elle créa des divisions entières d'infanterie mécanisée, nommées Panzergrenadier divisions.
Comme l'économie allemande était incapable de produire assez d'autochenilles, à peine un quart ou un tiers de l'infanterie des divisions de Panzer ou de Panzergrenadier étaient réellement mécanisées, sauf dans certaines formations privilégiées. Le reste se déplaçait en camion. Néanmoins, la plupart des unités de reconnaissance de ces formations étaient mécanisées et pouvaient aussi accomplir des missions d'infanterie si nécessaire (les Alliés utilisaient en général des jeeps, des voitures blindées et des chars légers pour leurs reconnaissances).
- L'Armée rouge

L'Armée rouge commença la guerre en pleine réorganisation de ses formations mécanisées et blindées, dont la plupart furent détruites durant les premiers mois de l'invasion de l'Union soviétique. Un an plus tard environ, les soviétiques recréèrent des unités d'infanterie mécanisée de la taille d'une division nommées « corps mécanisés » : ils rassemblaient habituellement une brigade de chars d'assaut et trois d'infanterie mécanisée, avec un appui d'artillerie. Ils étaient le plus souvent utilisés pour exploiter les offensives, selon le concept soviétique d'avant-guerre d'opérations en profondeur.
L'armée soviétique créa aussi plusieurs groupes de cavalerie mécanisée, qui mélangeaient des tanks, de l'infanterie mécanisée et des cavaliers. Ils étaient utilisés de la même façon, pour les phases d'exploitation et de poursuite des offensives. L'infanterie mécanisée de l'Armée rouge était généralement transportée sur les tanks ou en camion, avec seulement quelques véhicules de transport de troupes provenant du programme Lend-Lease.
- Les armées alliées

Les formations alliées blindées comprenaient un élément d'infanterie mécanisée. Par exemple, les divisions blindées américaines avaient pour chaque bataillon de chars d'assaut, un bataillon d'infanterie mécanisée et un bataillon d'artillerie automotrice. L'infanterie mécanisée était entièrement équipée d'autochenilles M2 et M3.

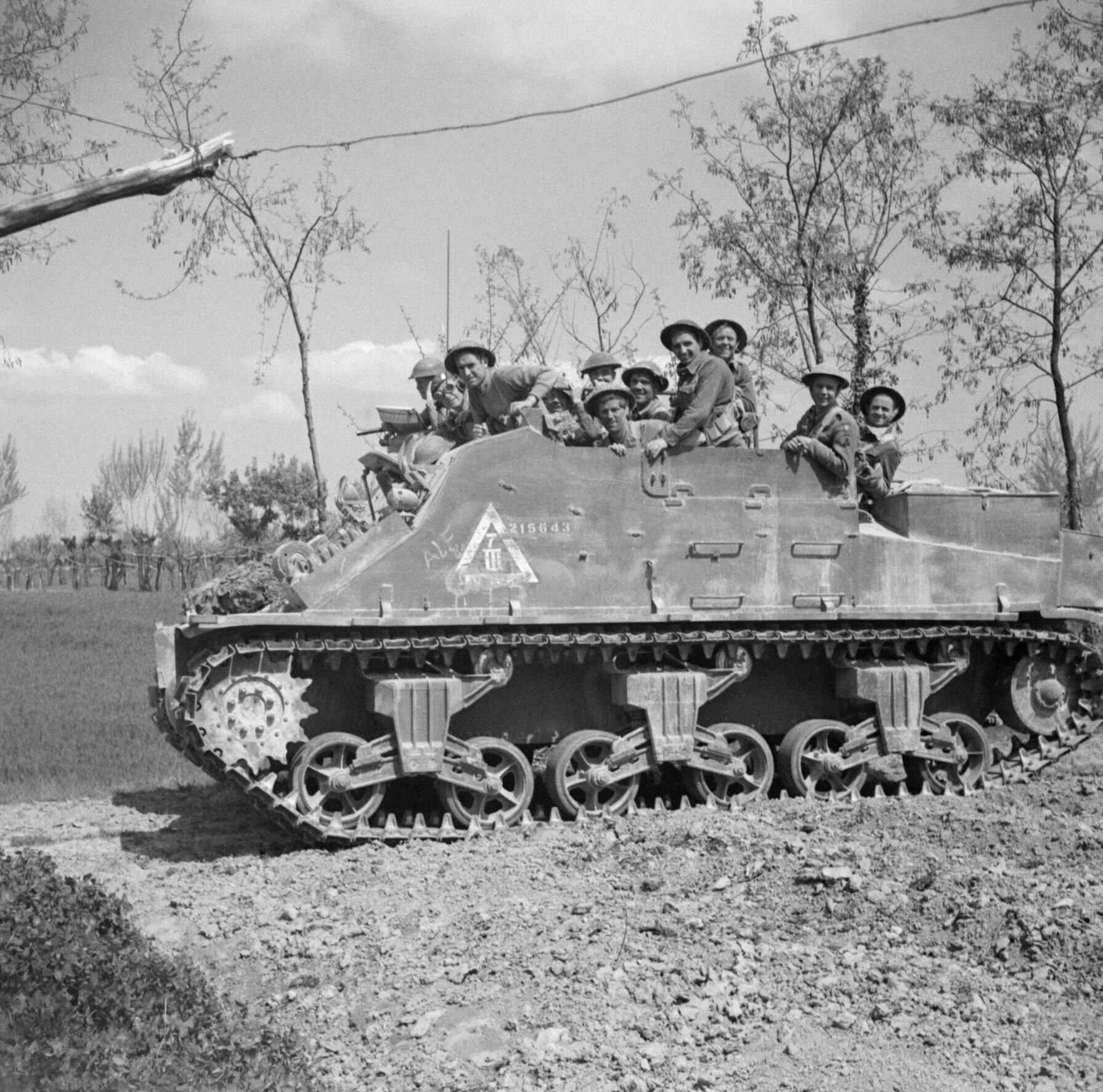
Un transport de troupes Kangaroo chargé de fantassins britanniques, 1945.

Dans les armées britanniques et celles du Commonwealth, les brigades blindées de « type A », destinées à agir seules ou au sein des divisions blindées, possédaient un bataillon d'infanterie motorisée monté sur des chenillettes Bren Carrier, ou plus tard sur des autochenilles obtenues grâce au programme Lend-Lease. Les brigades de « type B » n'avaient pas de composante d'infanterie motorisée et étaient subordonnées à des formations d'infanterie.
L'armée canadienne, et plus tard aussi l'armée britannique, utilisa des expédients comme le transport de troupes Kangaroo, habituellement pour des opérations spécifiques, plutôt qu'au sein de formations d'infanterie mécanisée permanentes. La première de celles-ci fut l'opération Totalize au cours de la bataille de Normandie : cette opération n'atteignit pas tous ses objectifs, mais montra que l'infanterie mécanisée subissait beaucoup moins de pertes que des troupes à pied.
L'armée néo-zélandaise mit en ligne la 2e division d'infanterie comparable à un corps mécanisé soviétique durant la campagne d'Italie, mais elle eut peu l'occasion de participer à des opérations mobiles avant l'extrême fin de la guerre.

### La Guerre froide

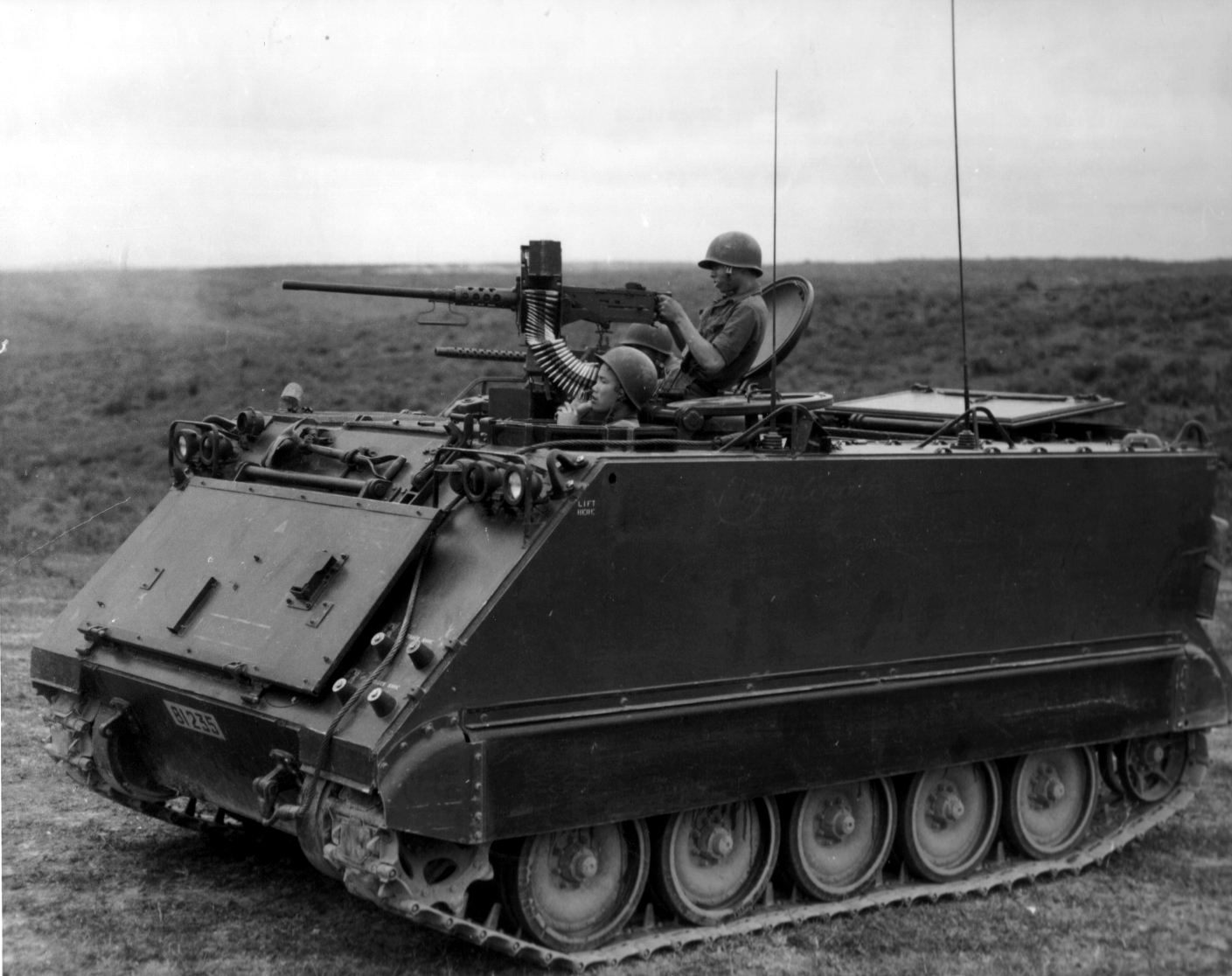
Un véhicule de transport de troupes M113 de l'Armée de la république du Viêt Nam équipé d'une mitrailleuse M2 de calibre .50, durant un exercice au Viêt Nam.

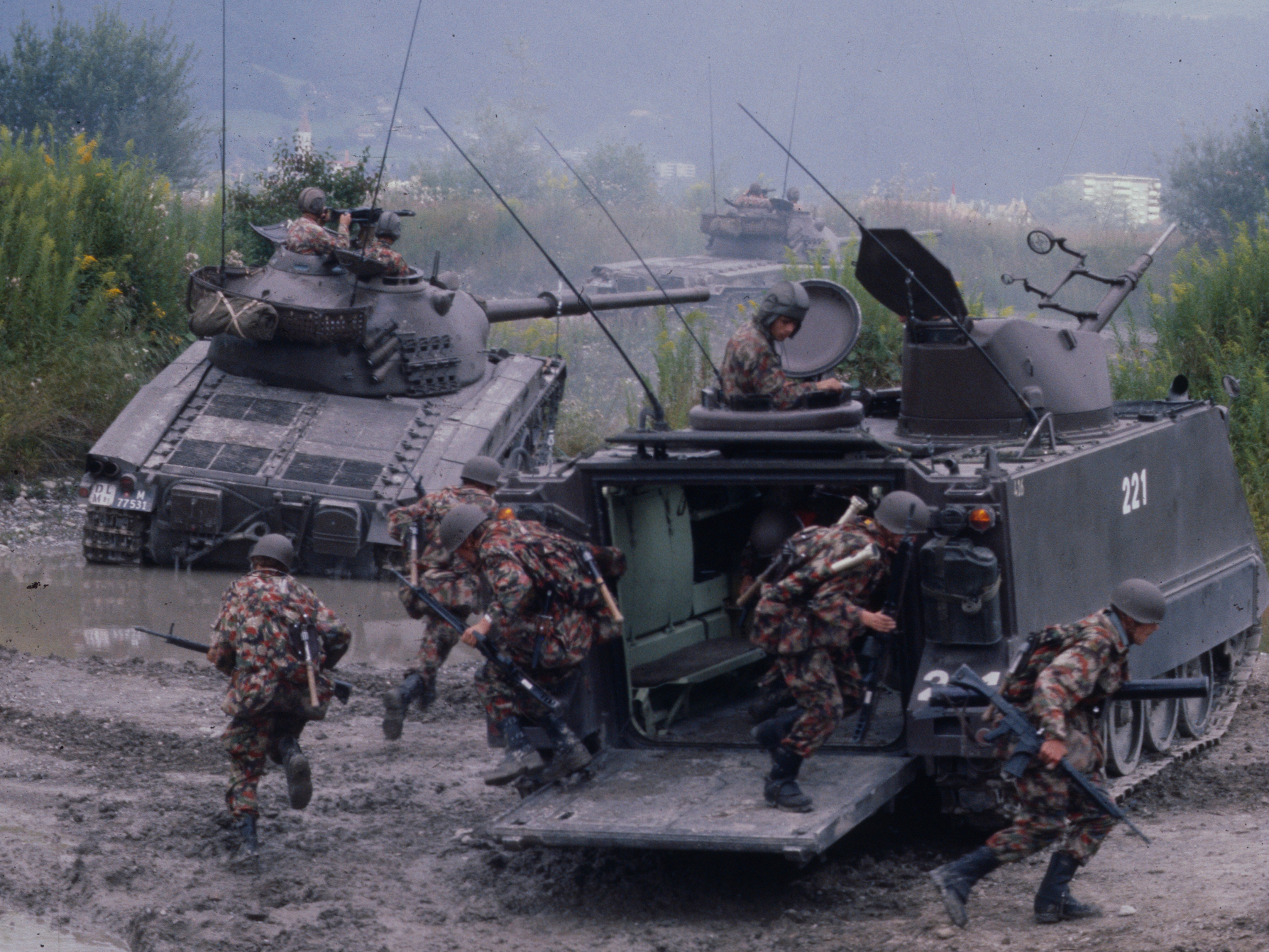
Grenadiers de chars suisses débarquant d'un char de grenadier 63/73 M113 A1 en 1979.

- Innovations aux débuts de la guerre froide

Durant les premières années de la guerre froide, l'Armée rouge et l'OTAN développèrent l'équipement et la doctrine d'emploi de l'infanterie mécanisée. L'Armée rouge mécanisa toute son infanterie, sauf les troupes aéroportées. Au début, elle utilisa des véhicules de transport de troupes à roues (le BTR-152), dont certains n'avaient pas de toit et étaient donc vulnérables aux tirs d'artillerie. Cela leur donna cependant une plus grande flexibilité stratégique, étant donné la taille et les frontières immenses de l'URSS et des pays du Pacte de Varsovie.
L'armée américaine établit le modèle de base des véhicules de transport de troupes chenillés avec les M75 et M59, avant d'adopter le M113, plus léger, et transportable dans les C-130 Hercules et les autres avions de transport. Il donnait à l'infanterie la même mobilité que les chars, malgré un blindage très inférieur (mais protégeant contre les armes nucléaires, bactériologiques et chimiques).
- L'utilisation de l'infanterie mécanisée au cours de la guerre du Viêt Nam

Au cours de la guerre du Viêt Nam, le M113 fut souvent muni d'équipements supplémentaires et utilisé comme véhicule de combat d'infanterie. Ses premières utilisations par l'Armée de la république du Viêt Nam montrèrent qu'il améliorait grandement l'efficacité des troupes qui s'y trouvaient par rapport aux troupes débarquées[citation nécessaire]. La doctrine américaine mit donc l'accent sur les tactiques motorisées[citation nécessaire]. Les américains déployèrent finalement une brigade et dix bataillons mécanisés au Viêt Nam.
- L'apparition des véhicules de combat d'infanterie

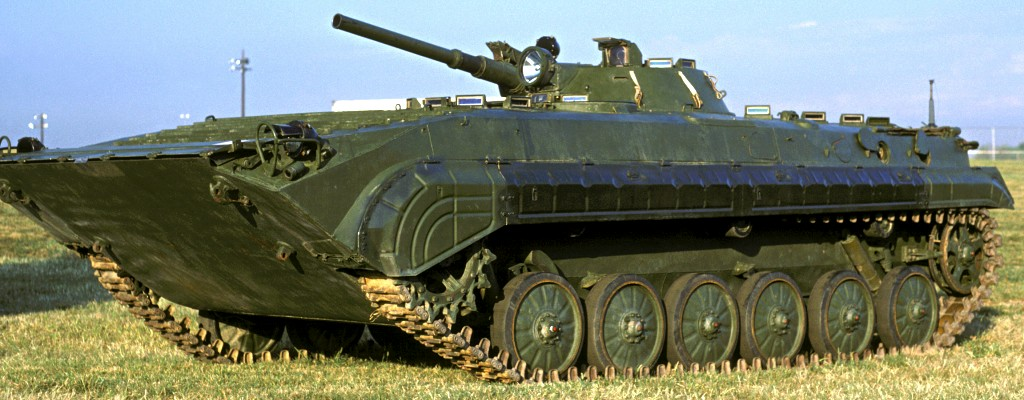
Un BMP-1.

Plus important encore pour la suite, le BMP-1 fut le premier véritable véhicule de combat d'infanterie. Son apparition suscita le développement de véhicules similaires dans les armées occidentales, l'AMX-10P français, le Marder ouest-allemand ou le M2 Bradley américain. Contrairement aux véhicules de transport de troupes destinés à transporter simplement celles-ci sur les lieux du combat, le véhicule de combat d'infanterie est doté d'une grande puissance de feu, qui lui permet de soutenir l'infanterie en attaque ou en défense. Beaucoup d'entre eux étaient aussi équipés d'embrasures permettant à l'infanterie de tirer depuis l'intérieur, bien que cela se soit révélé peu efficace et ait été abandonné sur les modèles récents.
L'organisation soviétique conçut des tactiques différentes pour les unités d'infanterie mécanisée « lourdes » et « légères ». Dans l'Armée rouge à partir des années 1970, une division motorisée de première ligne avait deux régiments équipés de BTR-60 (à roues) et un de BMP-1 (à chenilles). Les régiments « légers » devaient déposer leur infanterie pour mener des attaques sur les flancs de la division, tandis que celle du régiment « lourd » équipé de BMP soutenait le régiment de chars d'assaut dans l'axe d'attaque principal. Les deux types de régiments d'infanterie étaient cependant nommés officiellement fusiliers motorisés.

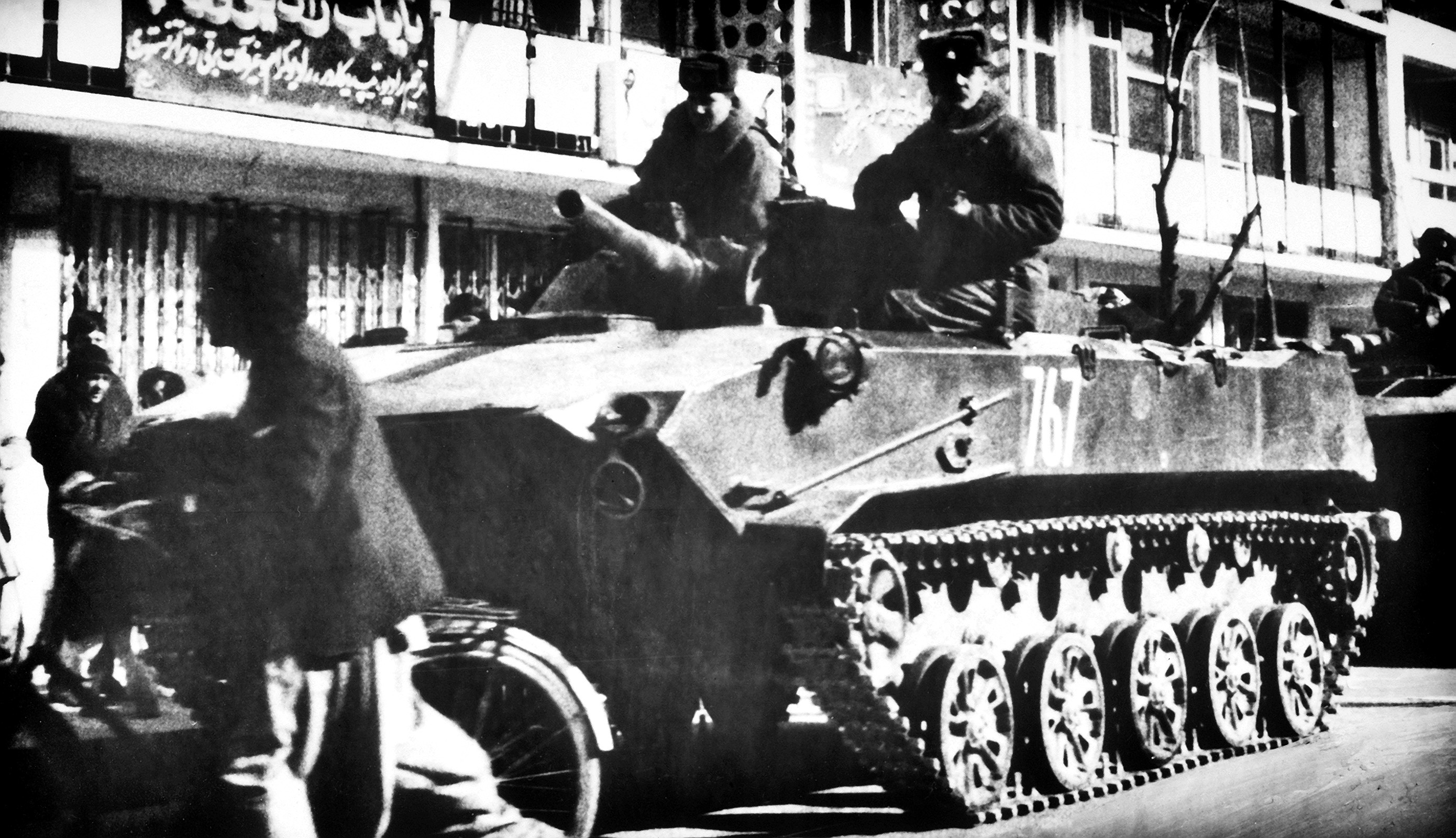
Un BMD-1 en Afghanistan en 1986

À partir des années 1980, les Soviétiques développèrent également une gamme spécifique de véhicules de combat d'infanterie pour leurs troupes aéroportées. Le premier fut le BMD-1, qui avait la même puissance de feu que le BMP-1, mais pouvait être transporté, et même parachuté, par l'avion de transport soviétique standard. On transforma ainsi des troupes aéroportées en unités d'infanterie mécanisée, au prix d'une réduction de leur force en combat rapproché, car le BMD ne pouvait transporter que trois, éventuellement quatre parachutistes en plus de son équipage de trois personnes. Elles furent utilisées au cours de la guerre d'Afghanistan en 1979. Les nations occidentales ne suivirent pas ce modèle.

## Aujourd'hui
Aujourd'hui, presque toutes les unités d'infanterie des armées des pays industrialisés sont motorisées. Les unités d'infanterie équipées de véhicules de combat d'infanterie plutôt que de véhicules plus légers sont habituellement nommées « lourdes », ce qui indique une plus grande puissance au combat, mais aussi de plus grandes contraintes pour le transport à longue distance.
- Véhicules chenillés et à roues, entre contraintes de protection et de mobilité

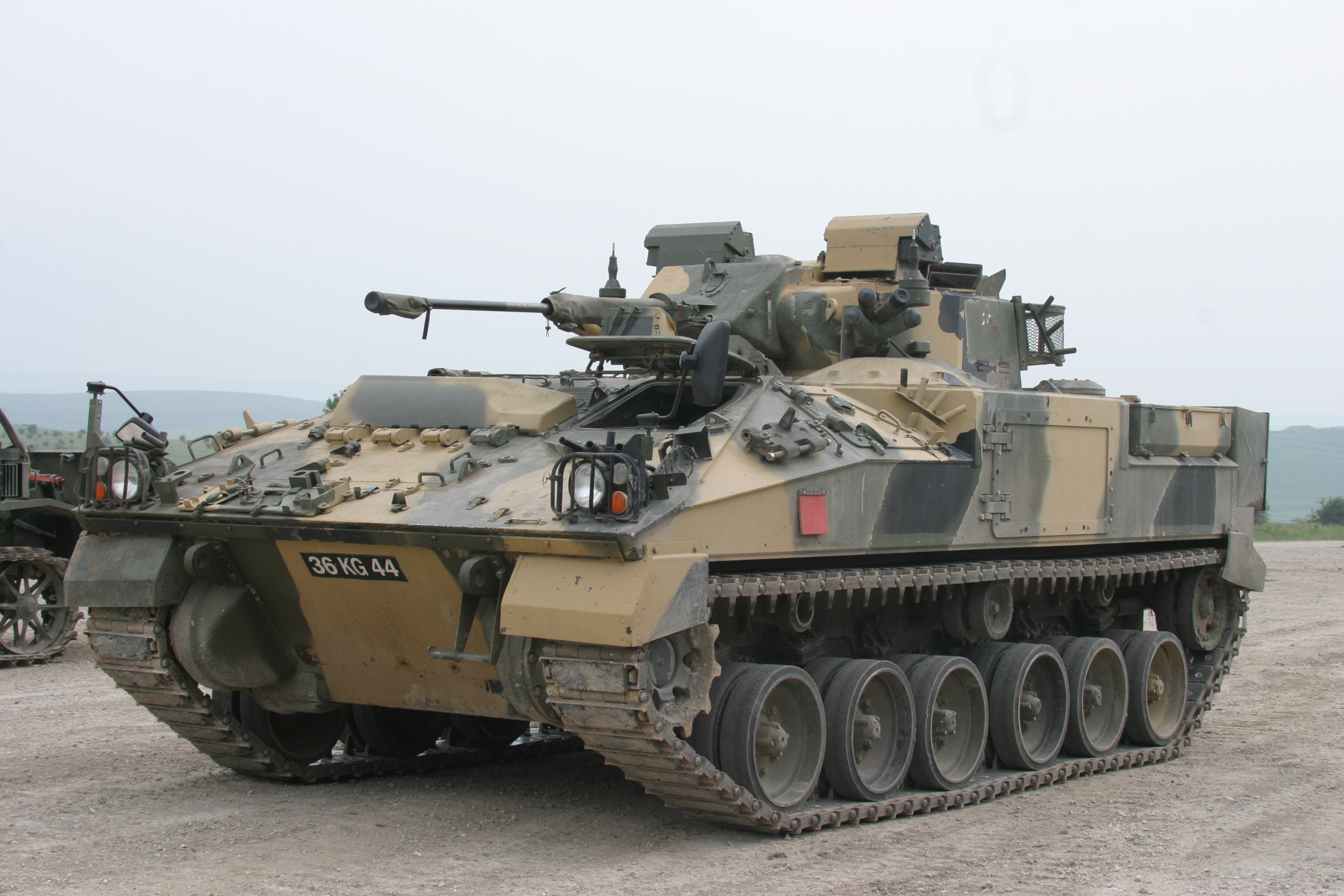
Un MCV-80 Warrior.

Les véhicules blindés utilisent deux types de moyens de locomotions, la chenille et la roue.
La chenille assure par sa grande surface de contact une mobilité supérieure en tout-terrain et présente un pourcentage moindre de la masse d'un véhicule, en comparaison d'une transmission à roues. Ces facteurs favorisent l'utilisation des chenilles pour les engins les plus lourds, fortement blindés et armés. Les transmissions à roues occasionnent un moindre frottement au sol, ce qui assure une plus grande vitesse et une moindre consommation de carburant.
Cette situation entraîne une différenciation entre des unités lourdes, capables d'aller au contact dans un environnement délabré par les combats ou les intempéries et des unités plus légères, opérant des manœuvres rapides sur de grandes distances, les uns dotés d'une forte mobilité tactique et les autres d'une grande mobilité stratégique.
Dans l'armée britannique, les unités « lourdes » équipées du MCV-80 Warrior chenillé sont nommées « Infanterie blindée », tandis que celles qui disposent du FV432 Bulldog (en) sont nommées « Infanterie mécanisée ». Ce type de distinction est devenu commun : l'armée française, par exemple, a des unités « mécanisées » équipées de l'AMX-10 P chenillé de 14 tonnes (remplacé par le VBCI à roues dans les années 2010 pouvant aller jusqu’à 32 tonnes) et des unités « motorisées » équipées du VAB à roues de 13 tonnes (remplacé par le Véhicule blindé multi-rôles de 24 tonnes à partir des années 2020).
Le transport et d'autres exigences logistiques ont conduit de nombreuses armées à adopter des véhicules sur roues au moment du remplacement de leurs véhicules chenillés. Les forces canadiennes, par exemple, ont utilisé le LAV III à roues en Afghanistan. L'armée américaine a suivi cette tendance en formant des brigades équipées du Stryker, mais continue à utiliser des unités « lourdes ». D'un autre côté, les armées italienne, espagnole et suédoise ont adopté (et exportent) de nouveaux véhicules de combat d'infanterie chenillés. Le CV90 suédois, en particulier, a été adopté par plusieurs armées.
- Engins surblindés

Une tendance récente observée chez Tsahal et les Forces armées de la fédération de Russie est le développement de transports de troupes surblindés, comme l'Achzarit, en convertissant des chars d'assaut obsolètes (comme le T-55 soviétique). De tels véhicules servent habituellement d'expédients, et leur manque d'espace intérieur empêche le transport du matériel des véhicules de combat d'infanterie. Dans l'armée russe, ils ont été introduits pour le combat en zone urbaine, où le risque d'attaque à courte portée par des armes antichar comme des RPG-7 est élevé, après les pertes importantes subies par les chars et les unités d'infanterie motorisée pendant la bataille de Grozny en 1995, au cours de la première guerre de Tchétchénie.
- Le transport par air

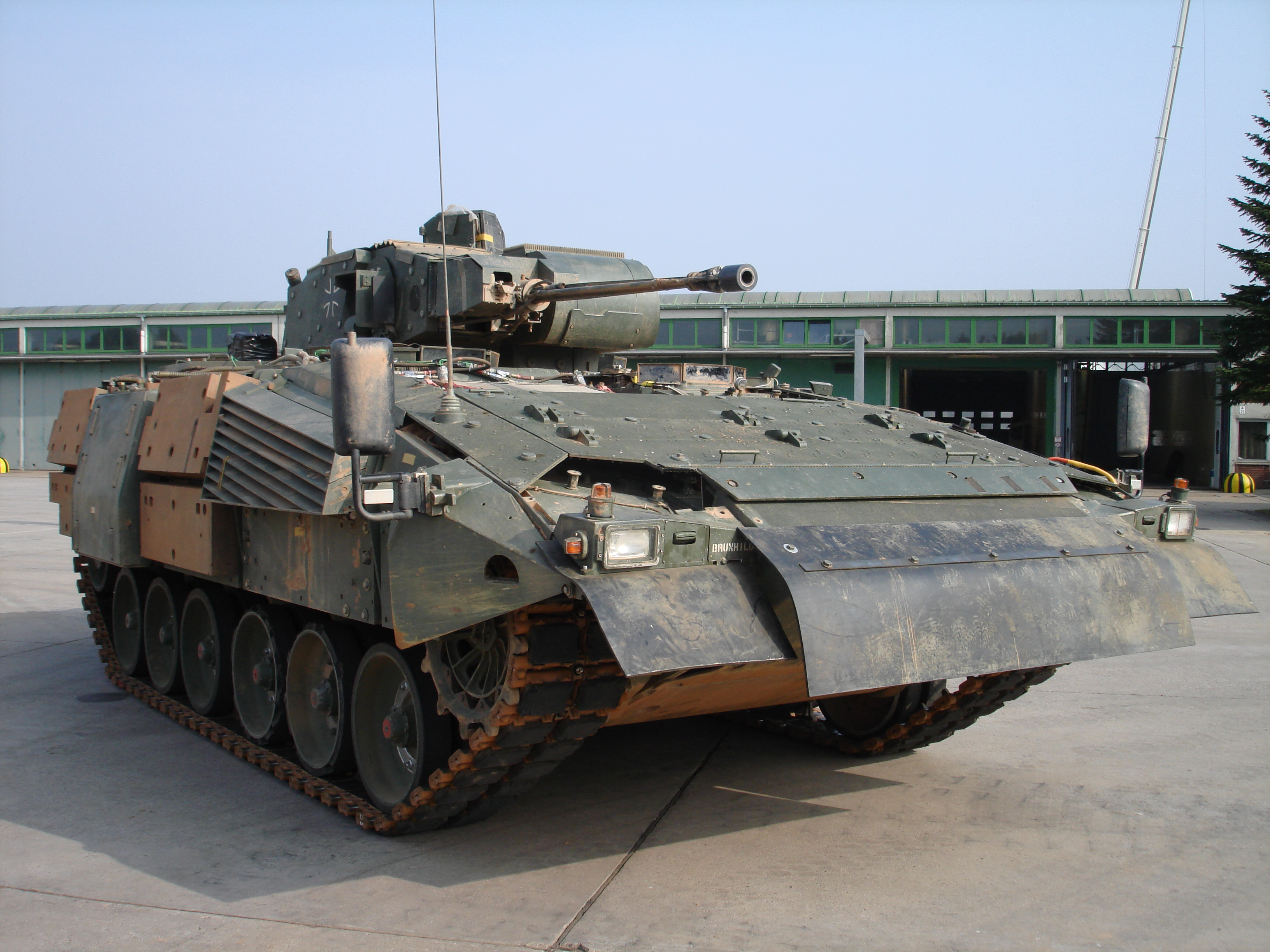
Le Puma est conçu pour être équipé d'un blindage supplémentaire sur le champ de bataille.

De nombreux véhicules de transport de troupes ou de combat d'infanterie actuellement en développement sont conçues pour être déployés par air. De nouvelles technologies promettant une réduction du poids, comme la propulsion électrique, pourraient être utilisées. Cependant, comme les russes dix ans plus tôt, les Occidentaux aux prises avec les suites de la guerre d'Irak éprouvent la nécessité d'augmenter le blindage de leurs véhicules existants, ce qui augmente leur masse et leur volume. Certains des modèles les plus récents, comme le Puma allemand, d'une masse d'une trentaine de tonnes, sont conçus pour être aérotransportables, avec des équipements de protections supplémentaires à installer avant d'aborder le champ de bataille. Ces dispositions leur donnent à la fois une bonne transportabilité et une bonne survabilité.

## Opérations combinées
On admet généralement que les unités combinées sont plus efficaces que les systèmes à équipement unique ; la notion de l'entre-deux-guerres de « flottes de tanks » s'est avérée aussi peu judicieuse que les attaques d'infanterie de la Première Guerre mondiale. La proportion d'infanterie mécanisée au sein des formations d'armes combinées a augmenté dans la plupart des armées au cours de la Seconde Guerre mondiale.
Cette leçon a été ré-apprise, d'abord par les forces armées pakistanaises au cours de la deuxième guerre indo-pakistanaise (1965). Celles-ci possédaient deux types de divisions blindées ; une était presque uniquement constituée de chars (la 1re), tandis que l'autre avait du matériel varié (la 6e). Celle-ci se montra nettement plus efficace que l'autre.
L'offensive de chars de l'armée israélienne de la guerre des Six Jours (1967) remporta des succès spectaculaires, mais en 1973 les pertes de la guerre du Kippour prouvèrent qu'une doctrine fondée principalement sur les chars et l'aviation était inadéquate. À titre provisoire, on équipa des parachutistes de moyens motorisés et on les utilisa comme infanterie mécanisée en coordination avec les chars.